# شرزاد
شرزاد مجهول تاريخ الميلاد، وتوفي في 1116، وقد حكم الدولة الغزنوية من عام 1115 إلى 1116.
شرزاد استمر فترة قصيرة في الحكم ثم نُحي عن العرش وقتل من قبل أخوه أرسلان شاه. وفي هذه المنازعة على العرش وقتل شرزاد قام أرسلان شاه بقتل بعض إخوته وحبس البعض الأخر، وقد استطاع بهرام شاه فقط النجاة.